# Samuel Herzig
Samuel Herzig (ur. 24 grudnia 1878 w Sanoku, zm. 1942 w Zahutyniu) – polski Żyd, doktor wszechnauk nauk medycznych, lekarz chirurg i internista, radny miasta Sanoka, działacz społeczny, major lekarz Wojska Polskiego.

## Życiorys

Lekarze w Sanoku 1919-1939. W górnym rzędzie od lewej: Salomon Ramer (2), Kazimierz Niedzielski (3), Samuel Herzig (4), Stanisław Domański (5). U dołu od lewej Antoni Dorosz (2)

Urodził się 24 grudnia 1878 w Sanoku. Był synem Izraela Dawida Herziga (zarządca dóbr w Łukowem) i Racheli. W 1898 zdał egzamin dojrzałości w C. K. Gimnazjum Męskim w Sanoku (w jego klasie był m.in. Bronisław Filipczak). Podczas edukacji szkolnej zamieszkiwał z matką przy ulicy Sobieskiego. W czasach gimnazjalnych należał do Organizacji „Promień” (założył ją Kazimierz Świtalski, aktywnie działali w niej także Ludwik Jus, bracia Stefan i Włodzimierz Mozołowscy). Po maturze miał podjąć studia chemii. Uchwałami Rady Miejskiej w Sanoku z około 1898/1899 oraz ponownie z 1905 został uznany przynależnym do gminy Sanok. 25 stycznia 1905 uzyskał dyplom doktora wszechnauk na Wydziale Lekarskim Uniwersytetu Franciszkańskiego we Lwowie. Pracował jako asystent i sekundariusz w szpitalu w Wiedniu. Jako lekarz chirurg powrócił do Sanoka, gdzie osiadł w 1908 i podjął pracę w zawodzie. W 1911 jako lekarz urzędował przy ulicy 3 Maja. Był członkiem oddziału Towarzystwa Lekarzy Galicyjskich w Sanoku.
W c. i k. armii był rezerwowym zastępcą lekarza asystenta (1906/1907). W marcu 1909 został mianowany lekarzem asystentem w rezerwie przydzielonym do 89 pułku piechoty w garnizonie Jarosław. W dalszym czasie w c. k. Obronie Krajowej został mianowany lekarzem asystentem w grupie nieaktywnych z dniem 1 marca 1909, następnie wyższym lekarzem w grupie nieaktywnych z dniem 12 grudnia 1910, a później lekarzem pułkowym rezerwy z dniem 1 listopada 1912. W tym czasie (1910/1914) był przydzielony do 18 pułku piechoty k.k. Obrony Krajowej (stacjonującego w Przemyślu z III batalionem w Sanoku). Pozostawał lekarzem pułkowym 18 pułku podczas I wojny światowej. Podczas wojny dostał się do niewoli rosyjskiej, został internowany i zesłany na Kaukaz, gdzie był lekarzem dla tamtejszej ludności. W 1918 powrócił do Polski. Po odzyskaniu przez Polskę niepodległości w 1918 został przyjęty do Wojska Polskiego. Został awansowany do stopnia majora pospolitego ruszenia w korpusie oficerów sanitarnych lekarzy ze starszeństwem z dniem 1 czerwca 1919. W 1923, 1924 w stopniu był przydzielony jako oficer rezerwowy do 5 batalionu sanitarnego w Krakowie. W 1934, jako major lekarz pospolitego ruszenia w korpusie oficerów sanitarnych. Był wówczas w Kadrze Zapasowej 5 Szpitala Okręgowego w Krakowie i pozostawał w ewidencji Powiatowej Komendy Uzupełnień Sanok.
W 1922, będąc przypisanym do Chrzanowa wstąpił do Związku Lekarzy Małopolski i Śląska. W okresie II Rzeczypospolitej wznowił pracę zawodową w Sanoku i prowadził w całym okresie międzywojennym. Specjalizował się w chorobach wewnętrznych. Prowadził praktykę prywatną, był zatrudniony w Szpitalu Powiatowym w Sanoku, działał także jako lekarz Ubezpieczalni Społecznej w Krośnie, był lekarzem Kasy Chorych dla robotników sanockiej Fabryce Wagonów. Ponadto dobroczynnie udzielał pomocy lekarskiej dla dzieci ochronki żydowskiej oraz ochronki chrześcijańskiej św. Józefa. Pełnił funkcję wiceprezesa koła Związku Lekarzy Kas Chorych. Był członkiem Towarzystwa Lekarskiego Krakowskiego, był członkiem Towarzystwa Lekarzy Polskich we Lwowie oraz do 1939 Lwowskiej Izby Lekarskiej. W 1933 został wybrany członkiem zarządu sanockiego oddziału Polskiego Czerwonego Krzyża, sprawował stanowisko prezesa tegoż, działającego w budynku przy ul. Ignacego Daszyńskiego 17.
Prócz działalności zawodowej angażował się aktywnie w życie polityczne, społeczne i wyznaniowe i charytatywne. Był działaczem Polskiej Partii Socjalistycznej. Pracował w Izraelickiej Gminie Wyznaniowej w Sanoku. Był prezesem Stowarzyszenia Pomocy Dobroczynnej „Gemilas Chesed”. Był prezesem Stowarzyszenia Rzemieślników (wzgl. Rękodzielników Żydowskich) „Jad Charuzim” w Sanoku (organizacji prowadzącej działalność kulturalną oraz organizującą wsparcie dla ubogich). Z inicjatywy tego stowarzyszenia została wybudowana w Sanoku w 1897 Synagoga Jad Charuzim. Był członkiem sanockiego koła Polskiego Towarzystwa Tatrzańskiego (wraz z nim do PTT należał inny żydowski lekarz z Sanoka, Salomon Ramer).
Był radnym miasta Sanoka, zasiadał w klubie żydowskim. Był wybierany w wyborach: w 1928, w 1934 z listy BBWR, w 1939.
Sprawował stanowisko przewodniczącego rady Izraelickiej Gminy Wyznaniowej w Sanoku.
Jego żoną została Otylia z domu Afenda (sądowy tłumacz przysięgły języka francuskiego, właścicielka domu mody w Sanoku), z którą miał syna. Do 1939 zamieszkiwał w Sanoku pod adresem ulicy Zgody 210, a po jej przemianowaniu w 1936 pod adresem ulicy Feliksa Gieli 3 (obecnie jest to teren przy pobliskiej ulicy Ignacego Daszyńskiego, gdzie mieściła się siedziba Ligi Obrony Kraju).
Tuż po wybuchu II wojny światowej podczas kampanii wrześniowej 1939 i zbliżaniu się frontu do Sanoka, wyjechał z żoną i synem do Lwowa, zaś po jego kapitulacji powrócił przez Lesko do Sanoka pod koniec 1941. W okresie okupacji niemieckiej nadal prowadził praktykę lekarską. Trafił do sanockiego getta. Po jego likwidacji w 1942 podjęto decyzję o przewiezieniu Herzigów do pobliskiego niemieckiego obozu Zwangsarbeitslager Zaslaw. Podczas transportu furmanką w miejscowości Zahutyń Samuel i Otylia Herzigowie popełnili samobójstwo poprzez zażycie trucizny 10 września 1942. Według innej wersji oboje zostali zgładzeni w egzekucji, na którą jechali w wyżej opisanym transporcie. Instytut Jad Waszem, na podstawie relacji brata Samuela Herziga – Józefa, podał, iż Samuel Herzig został zamordowany w ramach Holocaustu.
Sanocki poeta Roman Bańkowski upamiętnił Samuela Herziga w wierszu pt. „Sanockim Żydom” oraz zadedykował jemu wiersz pt. „Rzeczy zakryte”, opublikowany w tomiku poezji pt. Byli wśród nas – inni z 2000.

## Odznaczenia
- Krzyż Pamiątkowy Mobilizacji 1912–1913 – Austro-Węgry[25]
- Dyplom zasługi przyznany przez Zarząd Okręgu Wojewódzkiego LOPP – II Rzeczpospolita (1936)[70]